# 304. brigada za civilne zadeve (ZDA)
304. brigada za civilne zadeve (izvirno angleško 304th Civil Affairs Brigade) je bila brigada za civilne zadeve Kopenske vojske Združenih držav Amerike.